# Stade Mewata
Le stade Mewata (en anglais, Mewata Stadium) était un stade multi-fonction situé dans la ville de Calgary au Canada. Il était le domicile des Stampeders de Calgary (football canadien), depuis leur fondation en 1945 jusqu'à leur déménagement en 1960 au stade McMahon, où ils jouent encore aujourd'hui. Le terrain où se situait le stade a été donné par le gouvernement canadien. Le stade Mewata a été construit en 1906, et dès 1919 ou même avant, il disposait d'estrades pouvant accueillir 10 000 spectateurs.
Le stade a été démoli en 1999 et remplacé par un parc appelé le Shaw Millennium Park, qui inclut des espaces verts et un skate park.

## Autres utilisations
Le stade Mewata a brièvement été utilisé par deux clubs de soccer de Calgary, les Mustangs de Calgary de la Canadian Professional Soccer League (en) (CPSL) en 1983, et les Kickers de Calgary (en) de la Ligue canadienne de soccer de 1987 à 1989.
Durant la Deuxième Guerre mondiale, le 1er bataillon des Calgary Highlanders utilisait les estrades du stade Mewata pour les photographies officielles de ses unités prises avant leur départ outre-mer. Le 1er bataillon a été mobilisé pour la guerre le 1er septembre 1939 et était en garnison au manège militaire de Mewata, situé juste à côté du stade, jusqu'à l'été 1940. Les Highlanders utilisaient le stade à des fins d'entraînement.